# Mackenzie Rosman
Mackenzie Lyn Rosman (Charleston (Carolina do Sul), 28 de dezembro de 1989) é uma atriz norte-americana, mais conhecida por ter interpretado Ruthie Camden na série da WB, 7th Heaven.

## Biografia
Filha de Donna e Randy Rosman, Mackenzie tem dois irmãos, Chandler e Katelyn, que faleceu em dezembro de 2008. Começou na TV aos quatro anos de idade aparecendo em inúmeros comerciais de televisão incluindo um das fraldas Tuff's e outro da Nike. Quando não esta atuando, Rosman se diverte com seus animais, principalmente cavalos, os quais ela possui muitos, incluindo Mentos, Sugar, Baby, Easy Mocha, Zena, Fantasia e Harmony. Também compete em torneios de equitação usando seu cavalo Mentos Junior. Além dos cavalos, Rosman cria gatos, cães, galinhas e cabras. Sua família tem raízes indianas com a tribo Cherokee. Ela gosta de leitura, patinação, natação e dança e sua comida favorita é sushi. 
Mackenzie está ativamente envolvida na obtenção de fundos para a Cystic Fibrosis Foundation, uma fundação que cuida de pessoas portadoras da Fibrose Cistica e pretende educar o público sobre a necessidade da doação de órgãos. A meia-irmã de Mack, Katelyn Salmont, era portadora da doença e no final de 2005, chegou a se submeter a um transplante, seu padrasto Randy Rosman foi o doador. Em 2003 foi produzido um episódio especial sobre fibrose cística, intitulado “Back in the Saddle Again”, em 7th Heaven que incluiu Katelyn Salmont como ela mesma. No episódio Mackenzie e Katelyn andam juntas a cavalo, como faziam em casa. Em 2005, 7th Heaven trouxe novamente Katelyn no episódio intitulado “X-Mas”, dessa vez pós-transplante, o que lhe deu a chance para explicar sobre a nova vida que havia sido lhe dada. Rosman também apóia e é embaixadora Junior da Childhelp Inc., uma organização, que ajuda crianças severamente abusadas. Rosman é também a presidente honorária nacional para a CureFinders, um programa escolar de angariação de fundos para ajudar a financiar a busca de uma cura para a fibrose cística . 
Mackenzie se formou na Valencia High School em Santa Clarita, Califórnia, em maio de 2007 e atualmente reside em West Hollywood, Califórnia. 

## Carreira
Em 1996, ela conseguiu o papel de Ruthie Camden, na série 7th Heaven por cumprimentar pessoalmente cada pessoa na sala com um simples aperto de mão durante a sua audição. Mackenzie ficou mundialmente conhecida por seu papel na série 7th Heaven, como a filha de Eric Camden e Annie Camden, vividos respectivamente pelos atores Stephen Collins e Catherine Hicks.
Em 1999, além de seu papel em 7th Heaven, Mack fez seu primeiro trabalho no cinema, no filme independente Gideon no papel de "Molly MacLemore", o filme ainda contava com a presença de Christopher Lambert, Charlton Heston e Shelley Winters. Seus papéis em filmes incluem "JonBenét Ramsey" em Getting Away with Murder: The JonBenét Ramsey Mystery e Edgar Allan Poe's Ligeia, no qual ela fez o papel de "Loreli". Um dos últimos trabalhos foi no filme de terror Fading of the Cries no papel de "Jill". 

## Filmografia
| Filmes      | Filmes                                   | Filmes              | Filmes          |
| Ano         | Título Original                          | Título (Brasil)     | Papel           |
| ----------- | ---------------------------------------- | ------------------- | --------------- |
| 1999        | Gideon                                   | Gideon              | Molly MacLemore |
| 2009        | Ligeia                                   | Imortal             |                 |
| 2010        | Fading of the Cries                      | Fading of the Cries | Jill            |
| Séries      |                                          |                     |                 |
| Ano         | Título                                   | Papel               | Episódios       |
| 1996 / 2007 | 7th Heaven                               | Ruthie Camden       | 237 episódios   |
| 2010        | The Secret Life of the American Teenager | Zoe                 | 1 episódio      |

## Prêmios e Indicações
| Prêmios | Prêmios   | Prêmios             | Prêmios                        | Prêmios    |
| Ano     | Resultado | Premiação           | Categoria                      | Título     |
| ------- | --------- | ------------------- | ------------------------------ | ---------- |
| 1997    | Indicada  | Young Artist Awards | Melhor Jovem Atriz Coadjuvante | 7th Heaven |
| 1998    | Indicada  | Young Artist Awards | Melhor Jovem Atriz Coadjuvante | 7th Heaven |
| 1999    | Indicada  | Young Artist Awards | Melhor Elenco Jovem            | 7th Heaven |
| 2000    | Indicada  | YoungStar Awards    | Melhor Elenco Jovem            | 7th Heaven |
| 2002    | Indicada  | Young Artist Awards | Melhor Jovem Atriz Coadjuvante | 7th Heaven |
| 2004    | Venceu    | Young Artist Awards | Melhor Jovem Atriz Coadjuvante | 7th Heaven |
| 2007    | Indicada  | Young Artist Awards | Melhor Jovem Atriz Coadjuvante | 7th Heaven |